# Gilbert Sénès
Gilbert Sénès, né le 14 août 1915 à Aumelas dans l'Hérault (département), et mort le 23 juin 1996 à Montpellier, est un homme politique français.

## Détail des fonctions et des mandats
Mandats parlementaires
- 12 mars 1967 - 30 mai 1968 : Député de la 2e circonscription de l'Hérault
- 11 mars 1973 - 2 avril 1978 : Député de la 2e circonscription de l'Hérault
- 3 avril 1978 - 20 mai 1981 : Député de la 2e circonscription de l'Hérault
- 21 juin 1981 - 1er avril 1986 : Député de la 2e circonscription de l'Hérault

Mandats locaux
- 1964-1982 : Conseiller général de Gignac (Hérault)
- 1965-1989 : Maire de Gignac (Hérault)